# رهاب الظلام
رهاب الظلام- ويسمى أيضًا الخوف من الظلام، هو خوف أو رهاب شائع بين الأطفال الصغار، وبين البالغين أيضًا بدرجات متفاوتة. إن
الخوف من الظلام لا يتعلق دائمًا بالظلام نفسه؛ بل قد يكون أيضًا خوفًا من المخاطر المحتملة أو المتخيلة، التي يمكن أن يخفيها الظلام. يتغلب معظم الأطفال على هذا الخوف، لكن هذا الخوف قد يستمر لدى البعض مع رهاب الظلام والقلق. وعند اليقظة أو النوم، قد تتشابك هذه المخاوف مع اضطرابات النوم لدى بعض الأشخاص.  إن درجة معينة من الخوف من الظلام يمكن أن تعد أمرًا طبيعيًا، وخاصة كمرحلة من مراحل نمو الطفل.  ويشير معظم المراقبين أن الخوف من الظلام نادرًا ما يظهر قبل سن العامين ويبلغ ذروته تقريبًا في مرحلة النمو عند سن الرابعة.  عندما يصل الخوف من الظلام إلى درجة شديدة بما يكفي لاعتباره مرضيًا، يُطلق عليه أحيانًا اسم رهاب الظلام، أو الخوف من الظلام .

ويرى بعض الباحثين، بداية من سيجموند فرويد، أن الخوف من الظلام هو أحد مظاهر اضطراب قلق الانفصال. 

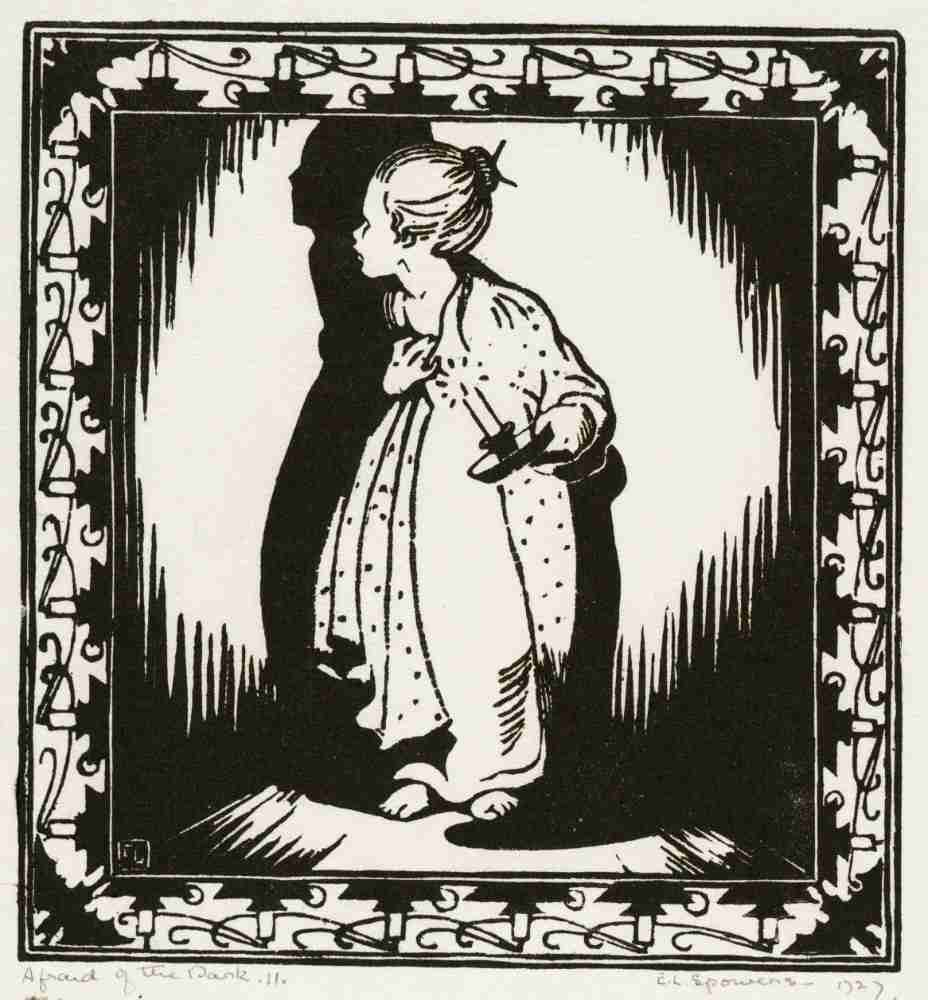
تصوير فني لطفل خائف من الظلام ومرعوب من ظله. (نقش على الخشب للفنانة إيثيل سبوارز (1927)).)

وقد تم طرح نظرية بديلة في الستينيات من القرن العشرين، وذلك عندما قام العلماء بإجراء تجارب بحثًا عن الجزيئات المسؤولة عن الذاكرة. وفي إحدى التجارب، تم تدريب الفئران، وهي حيوانات ليلية عادةً، على الخوف من الظلام، وتم استخراج مادة تسمى " سكوتوفوبين " من أدمغة الفئران؛ وقد زعم الباحثون أن هذه المادة هي المسؤولة عن تذكر مثل هذا الخوف. وقد تم تفنيد هذه النتائج في وقت لاحق. 

## رهاب الليل
رهاب الليل، هو رهاب يتميز بالخوف الشديد من الليل. وبما أن البشر ليسوا ليليين بطبيعتهم، فإنهم في الغالب يكونون أكثر حذرًا أو يقظة في الليل مقارنة بالنهار، لأن الظلام بيئة مختلفة تمامًا. ويؤدي الخوف من الظلام إلى ظهور أعراض تتجاوز المعايير الغريزية الطبيعية، مثل ضيق التنفس، والتعرق المفرط، والغثيان، وجفاف الفم، والشعور بالمرض، والارتعاش، وخفقان القلب، وعدم القدرة على التحدث أو التفكير بوضوح أو الشعور بالانفصال عن الواقع والموت. يمكن أن يكون الخوف من الظلام ضارًا للغاية جسديًا وعقليًا إذا لم يتم حل هذه الأعراض. هناك العديد من أنواع العلاجات التي تساعد في معالجة الخوف من الليل.

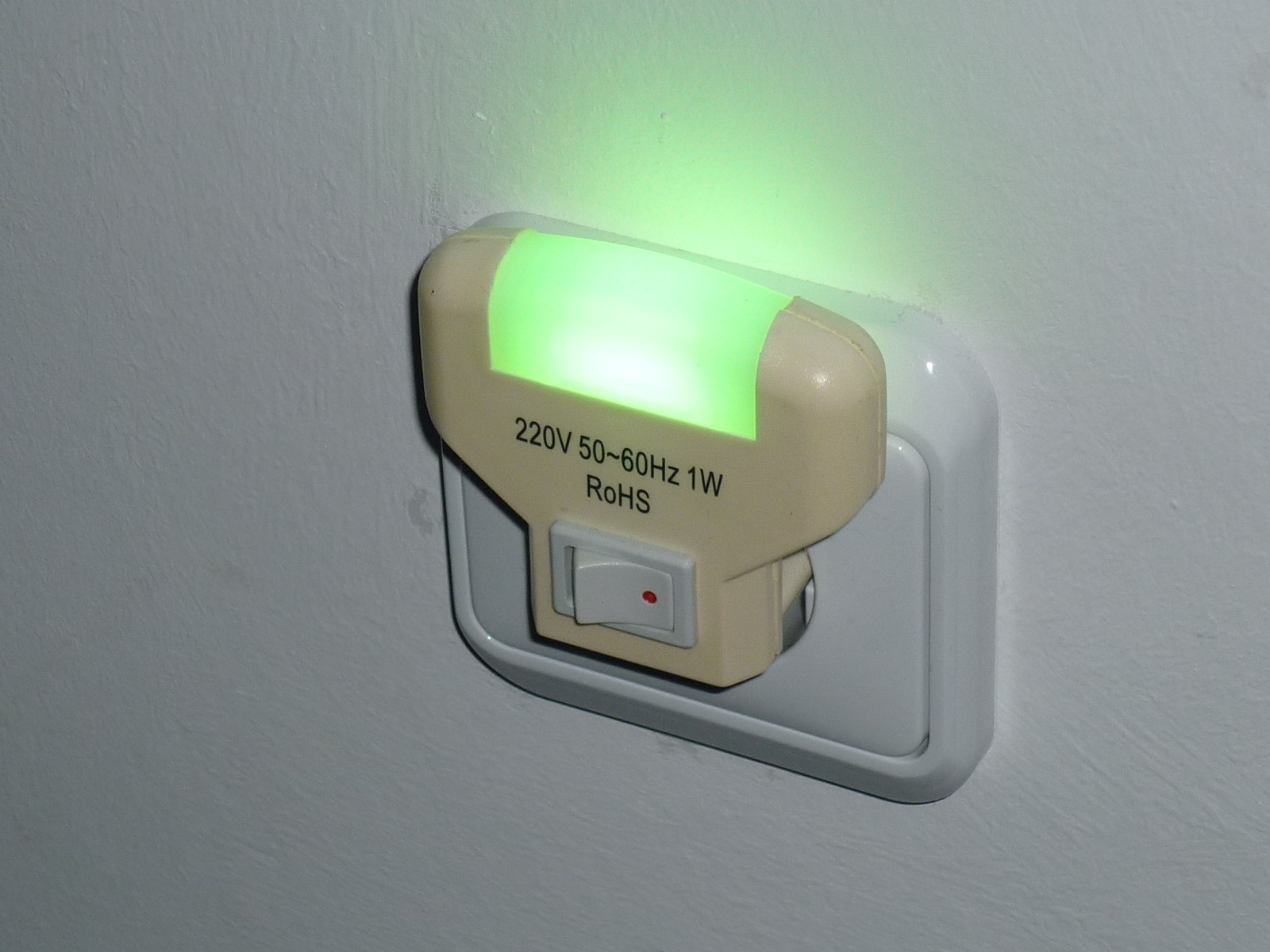
يمكن استخدام الأضواء الليلية ، مثل هذا الضوء، لمقاومة الخوف من الظلام.

قد يرتبط الخوف من الظلام أيضًا بالمخلوقات الليلية، سواء كانت تلك المخلوقات خيالية أو حقيقية. فعلى سبيل المثال، الشخص الذي يعاني من رهاب مصاصي الدماء، قد يعاني أيضًا من رهاب الليل، وذلك بسبب ارتباطه بمصاصي الدماء. وعلى نحو مماثل فالشخص المصاب برهاب الخفافيش قد يعاني أيضًا من رهاب الليل، بسبب ارتباط الخفافيش بالليل أو الأماكن المظلمة.
يمكن أن تكون طريقة العلاج بالتعرض طريقة فعالاً للغاية عند تعريض الشخص للظلام. ومن خلال اسخدام هذه الطريقة، يستطيع المعالج مساعدة مرضاه في استراتيجيات الاسترخاء مثل التأمل.شكل آخر من طرق العلاج يتمثل في العلاج السلوكي المعرفي. حيث يمكن للمعالجين مساعدة المرضى من خلال تقديمهم سلوكيات محددة، والتي يتم تنفيذها نهارًا وليليًا من قبل المرضي؛ بهدف تقليل الأعراض المرتبطة برهاب الليل. في الحالات الشديدة، يمكن أن تكون مضادات الاكتئاب والأدوية المضادة للقلق فعالة بالنسبة لأولئك الذين يعانون من أعراض قد لا تكون قابلة للمعالجة إذا لم يتمكن العلاج السلوكي من تقليل أعراض الخوف من الليل.
وعلى الرغم من انتشار رهاب الظلام على نطاق واسع، إلا أن هناك نقصًا في الأبحاث التي تكشف عن مسببات هذا الموضوع. وقد تم ملاحظة رهاب الظلام بشكل عام عند الأطفال، ولكن وفقًا لمقال جيه أدريان ويليامز المعنون بـــ "العلاج التنويمي غير المباشر لرهاب الظلام: تقرير حالة"، فإن العديد من العيادات التي لديها مرضى رهاب الظلان من أطفال، يكون لديها فرصة كبيرة لوجود بالغين يعانون من رهاب الظلام. تنص نفس المقالة على أن "الرهاب معروف بأنه يسبب اضطرابًا شديدًا لدى المرضى البالغين ويجعلهم غير مؤهلين". 
وكلمة "رهاب الليل nyctophobia" أصلها من اللغة اليونانية، وهي عبارة عن مقطعين هما: "ليلة νυκτός" و "الخوف φόβος "

## رهاب سكوتوفوبيا
على الرغم من عدم التعرف علي رهاب سكوتوفوبيا سريريًا، ومع ذلك اكتسب زخمًا في الدوائر الاجتماعية، غير أنه غالبًا ما يوصف بأنه صورة أكثر غموضًا من رهاب الظلام، حيث يُنسب فقط إلى الظلام أو الأماكن المظلمة. قد يخاف الأشخاص الذين يعانون من رهاب سكوتوفوبيا من الأقبية المظلمة، أو السندرات، أو الأنفاق، أو الغابات، أو الحجرات، أو أية أماكن أخرى تكون خالية من الضوء.